# Dido
Dido, pseudonimo di Florian Cloud de Bounevialle O'Malley Armstrong (Londra, 25 dicembre 1971), è una cantante britannica.
È sorella di Rollo Armstrong.

## Biografia

### 1971–1998: gli esordi
Dido nasce al St. Mary Abbots Hospital a Kensington, Londra, dalla madre Clare Collins, poetessa, e dal padre William O'Malley Armstrong, editore e manager di origine irlandese. Cresciuta studiando e ascoltando musica classica, a sei anni inizia a frequentare la London Guildhall School Of Music, dove studia pianoforte e violino. Grazie anche all'influenza del fratello Rowland Constantine (detto Rollo), futuro leader del gruppo trip hop/trance Faithless, entra in contatto con i generi musicali più svariati; comincia quindi a fare esperienza come cantante in varie band, prima di entrare nei Faithless nel ruolo di seconda vocalist. Con il gruppo parteciperà alla registrazione di Reverence (1996) e di Sunday 8pm (1998).
Nel 1995 Dido comincia a scrivere anche materiale proprio traendone varie demo, che, riunite in una raccolta intitolata Odds & Ends pubblicata su cd, catturano l'attenzione dell'Arista Records, portando alla firma di un contratto con Dido negli Stati Uniti. Delle canzoni incluse in Odds & Ends, Take my hand è stata inclusa come bonus track in tutte le edizioni di No Angel, Sweet eyed baby è stata remixata e reintitolata Don't think of me, mentre Worthless e Me sono state incluse solo nell'edizione giapponese.

### 1999–2002:No Angel
Nel 1999 Dido pubblica il suo primo album intitolato No Angel, prodotto da lei stessa insieme a Rollo, Rick Nowels e Youth, ex bassista dei Killing Joke. Il disco conteneva anche brani già noti: Thank You era stato inserito nella colonna sonora di Sliding Doors (1998) e Here With Me adottato come sigla della serie televisiva americana Roswell. Dido avvia quindi un tour con Lilith Fair, ma complessivamente non viene svolta una vera attività di promozione. Non sono infatti pubblicati singoli e viene girato l'unico video di Here with Me, tuttora rintracciabile solo in rete, realizzato con poche risorse e risultato poco efficace. Il disco inizialmente passa pertanto abbastanza inosservato.
Solo nel 2000, dopo la collaborazione con Eminem nella famosa Stan, l'album riceve la spinta promozionale giusta. Sulla scorta del successo No Angel viene allora ripubblicato in edizione speciale nel gennaio del 2001, e improvvisamente diventa un rilevante fenomeno commerciale, piazzandosi subito in cima alle classifiche. Diventerà il secondo album più venduto nel Regno Unito nel nuovo millennio, raggiungendo complessivamente nel mondo circa 21 milioni di copie. Anche i singoli Here with Me e Thank You, estratti dall'album e accompagnati da due nuovi video, ottengono un buon successo e buoni piazzamenti nelle classifiche mondiali.
Segue un periodo denso di popolarità e riconoscimenti; a fine anno Dido vince agli MTV Europe Music Awards come miglior artista emergente, e nel 2002 conquista due Brit Award (miglior artista donna e miglior disco inglese) e tre World Music Award. Nel frattempo si avvicendano anche varie collaborazioni con altri artisti, Faithless, Britney Spears, Carlos Santana.

### 2003–2007:Life For Rent
Dopo il successo di No Angel si pone il problema di dare un adeguato seguito. Consapevole delle aspettative di pubblico e critica, nonché delle enormi potenzialità commerciali acquisite, Dido si concentra quindi a lungo sul lavoro in uno studio isolato nella campagna inglese, sempre con il supporto prezioso di Rollo. Nel 2003 viene quindi finalmente pubblicato il suo secondo album, Life for Rent. Il disco appare per certi versi meno istintivo del precedente, abbandonando certa voluta ruvidezza di composizioni e arrangiamenti, scegliendo uno stile più facile e levigato ma mantenendo una forte vena malinconica che lo rende perfettamente riconoscibile.
Il primo singolo estratto, White Flag, pur con un testo decisamente triste, appare concepito come una vera e propria hit; il pubblico lo premia immediatamente, facendo balzare la canzone in vetta alle classifiche di tutto il mondo, e consacrando definitivamente Dido nell'olimpo del pop inglese. Anche l'album ottiene un grande successo; ne vengono estratti successivamente i singoli Sand in My Shoes, Life for Rent e Don't Leave Home.
White Flag è stata certificata disco oro in Italia nel 2021.

### 2008:Safe Trip Home
Il terzo album, intitolato Safe Trip Home, è stato pubblicato nel 2008, ben cinque anni dopo.
Il primo singolo, Don't Believe in Love, ha ottenuto discreti risultati in tutt'Europa, in particolar modo in Italia e Spagna, non riuscendo però a trainare bene l'album. Il secondo e terzo singolo, Quiet Times per il mercato statunitense e It Comes and It Goes per quello europeo, hanno ottenuto risultati molto scarsi, decretando la fine della promozione dell'album.
All'album collabora anche Brian Eno, coautore della canzone Grafton Street

### 2009–2018:Girl Who Got Away
Nel gennaio 2009, Dido ha dichiarato di essere al lavoro sulle canzoni del quarto album. La cantante londinese ha annunciato a marzo 2011 di aver terminato le session di lavorazione del nuovo disco, prodotto come sempre insieme all'inseparabile fratello, annunciando che 'Sarà un disco davvero divertente, una specie di mix di quello che ho fatto in questi anni, una grande stravaganza elettronica. Ci saranno molti più synth rispetto a Safe Trip Home, che era decisamente più cupo, come disco, rispetto a questo'.
Parallelamente però, sempre ad inizio 2011, la cantante ha annunciato di aspettare un figlio dal marito: ciò le ha già impedito di presenziare alla cerimonia di assegnazione degli Oscar, per i quali concorreva con If I Rise, brano composto dalla cantante in collaborazione con il compositore indiano A. R. Rahman, per il film 127 ore. A causa della gravidanza, non riesce ad ultimare il disco entro i termini previsti.
Dido ha annunciato il titolo del suo quarto album, l'8 novembre 2012, rivelando il suo titolo Girl Who Got Away, dopo una delle tracce dell'album. La data di pubblicazione dell'album Girl Who Got Away, prevista per il 5 marzo 2013, anticipato dal singolo intitolato No Freedom il 31 gennaio 2013, è avvenuta il giorno precedente, il 4 marzo.
Nell'album Dido torna a collaborare con Brian Eno, che scrive insieme a lei e al fratello Rollo Armstrong la traccia conclusiva del disco, Day Before We Went to War.
La traccia Let us move on è scritta e prodotta insieme al rapper e musicista Kendrick Lamar

### 2019–presente:Still on My Mind
L'8 marzo 2019 esce Still on My Mind, il quinto album della cantautrice che ritorna anche in tour dopo ben quindici anni di assenza toccando anche l'Italia in una data al Teatro Arcimboldi di Milano.

## Collaborazioni
Dido è una degli autori della canzone I'm Not a Girl, Not Yet a Woman, cantata da Britney Spears nella colonna sonora del suo film Crossroads - Le strade della vita. Inoltre, Dido ha eseguito brani con altri artisti, tra cui Feels Like Fire, per l'album Shaman di Carlos Santana, e un duetto con Rufus Wainwright dal titolo I eat dinner (when the hunger's gone) per la colonna sonora del film Che pasticcio, Bridget Jones!. Ha inoltre duettato con i Faithless (band prodotta da Rollo) nel brano One Step Too Far. Tra le collaborazioni più famose (se non la più famosa) vi è in particolare Stan, cantata con Eminem.

## Vita privata
Dido è sposata con Rohan Gavin. La coppia ha un figlio di nome Stanley, nato nel luglio 2011.

## Premi
- 2001 – MTV Europe Music Awards - "Best New Act"
- 2001 – IFPI Hong Kong Top Sales Music Awards - "Top 10 Best Selling Foreign Albums" per No Angel
- 2002 – ASCAP Pop Music Awards - "Song of the Year" per Thank You
- 2002 – NRJ Awards - "Best Newcomer"
- 2002 – NRJ Awards - "Best Album" per No Angel
- 2002 – BRIT Awards - "Best British Female Artist"
- 2002 – BRIT Awards - "Best British Album" per No Angel
- 2002 – World Music Awards - "World's Best-Selling British Artist"
- 2002 – World Music Awards - "World's Best-Selling Pop Female Artist"
- 2002 – World Music Awards - "World's Best-Selling Adult Contemporary Artist"
- 2001 – IFPI Hong Kong Top Sales Music Awards - "Top 10 Best Selling Foreign Albums" per Life for Rent
- 2004 – Ivor Novello Awards - "International Hit of the Year" per White Flag
- 2004 – BRIT Awards - "Best British Female Artist"
- 2004 – BRIT Awards - "Best British Single" per White Flag
- 2004 – NRJ Awards - "Best International Artist"
- 2004 – NRJ Awards - "Best Album" per Life for Rent
- 2004 – World Music Awards - "UK's Best-Selling Artist"
- 2007 – ASCAP Awards (UK) - "ASCAP"
- 2007 – ASCAP Awards (UK) - "Songwriter of the Year"
- 2010 – Broadcast Film Critics Association Awards - "Best Song" per If I Rise
- 2010 – Denver Film Critics Society Awards - "Best Song" per If I Rise

## Discografia

### Album in studio
| Anno | Album                                                                        | Classifiche | Classifiche | Classifiche | Classifiche | Classifiche | Classifiche | Classifiche | Classifiche | Vendite                          |
| Anno | Album                                                                        | UK          | AUS         | CAN         | FRA         | GER         | ITA         | SWI         | USA         | Vendite                          |
| ---- | ---------------------------------------------------------------------------- | ----------- | ----------- | ----------- | ----------- | ----------- | ----------- | ----------- | ----------- | -------------------------------- |
| 1999 | No Angel - Pubblicazione: 1º giugno 1999 - Etichetta: Arista Records         | 1           | 1           | 4           | 1           | 2           | 4           | 2           | 4           | - WW: 21.000.000 - UK: 3.100.000 |
| 2003 | Life for Rent - Pubblicazione: 29 settembre 2003 - Etichetta: Arista Records | 1           | 1           | 2           | 1           | 1           | 2           | 1           | 4           | - WW: 13.000.000 - UK: 2.900.000 |
| 2008 | Safe Trip Home - Pubblicazione: 17 novembre 2008 - Etichetta: Arista Records | 2           | 6           | 9           | 3           | 3           | 11          | 1           | 13          | - WW: 1.000.000 - UK: 250.000    |
| 2013 | Girl Who Got Away - Pubblicazione: 4 marzo 2013 - Etichetta: RCA             | 5           | 12          | 10          | 3           | 2           | 24          | 2           | 32          | - WW: 500.000 - UK: 90.000       |
| 2019 | Still on My Mind - Pubblicazione: 8 marzo 2019 - Etichetta: BMG              | 3           | 14          | 12          | 11          | 6           | 27          | 4           | 45          | - UK: 70.000                     |

### Album dal vivo
- 2005 – Live at Brixton Academy

### Raccolte
- 2013 – Greatest Hits

### Singoli
- 1999 – Here with Me
- 2000 – Don't Think of Me (uscito solo negli Stati Uniti)
- 2000 – Thank You
- 2001 – Hunter
- 2001 – All You Want
- 2003 – White Flag
- 2003 – Life for Rent
- 2004 – Don't Leave Home
- 2004 – Sand in My Shoes
- 2008 – Don't Believe in Love
- 2009 – Quiet Times (uscito solo in Australia)
- 2009 – It Comes and It Goes (uscito solo in Italia)
- 2010 – Everything to Lose (dalla colonna sonora di Sex and the City 2)
- 2013 – No Freedom
- 2013 – End of Night
- 2019 – Give You Up

Con altri artisti
- 2000 – Stan (con Eminem)
- 2002 – One Step Too Far (con i Faithless)
- 2003 – Feels Like Fire (con Santana)
- 2004 – Do They Know It's Christmas? (con Band Aid 20)
- 2008 – Sing (con Annie Lennox e altri artisti)
- 2010 – Feelin' Good (con Faithless)

### Altre collaborazioni e partecipazioni
- 1996 – Flowerstand Man (con Faithless, dall'album Reverence)
- 1999 – Postcards (con Faithless, dall'album Sunday 8PM)
- 1999 – Hem of His Garment (con Faithless e Pauline Taylor, dall'album Sunday 8PM)
- 2004 – Don't You Trust Me? (con 2pac, dall'album Loyal to the Game)
- 2004 – No Roots (con Faithless, dall'album No Roots)
- 2005 – I Eat Dinner (con Rufus Wainwright, dalla colonna sonora del film Bridget Jones: The Edge of Reason)
- 2005 – Hurt U, Time Takes Time e Winter (con Dusted, dall'album Safe from Harm)
- 2006 – Last This Day (con Faithless, dall'album To All New Arrivals)
- 2007 – Fire and Rain (dall'album Sounds Eclectic: The Covers Project)
- 2010 – North Star (con Faithless, dall'album The Dance)
- 2010 – If I Rise (con A. R. Rahman, dalla colonna sonora di 127 ore)

## DVD
- 2005 – Live at Brixton Academy